# Sky Magazine
Sky Magazine (neboli Sky Mag) je časopis vycházející ve Spojeném království, který je distribuován zákazníkům satelitní platformy Sky. Tento magazín vychází jednou měsíčně, a nemá pevný obsah.

## Dostupnost
Sky Magazine je distribuován všem zákazníkům, kteří mají předplacený kterýkoliv z Entertainment Packs. Tento magazín dostane každý tento zákazník poštou zdarma, stojí ale £2.20, které jsou placeny z úhrady předplatného balíčku.

## Obsah
Sky Magazine obsahuje od prosince 2009 (po přestavbě) tato témata:
- TheBest...
  - TV
  - Movies
  - Sports
- TV Insider
- People
- We Love
  - Sports
  - Factual
  - Nature
  - Music&Arts
  - Drama
  - Fashion
  - Homes
  - Food
  - Kids
  - Comedy
  - Movies
  - Sky Movies Box Office
  - What’s on when...
- Your Sky
  - Ask The Expert

## Ostatní magazíny
Sky dříve vydávala i Sky Sports Magazine pro předplatitele balíčku Sky Sports a Sky Movies Magazine pro předplatitele balíčku Sky Movies, ale poté, co v prosinci 2009 přepracovala Sky kompletně svůj magazín (nová grafika, nová témata...), a sloučila všechny magazíny do jednoho,Sky Sports Magazine a Sky Movies Magazine vychází dále pouze jako internetový magazín.